# Diseño de Filtros de Respuesta Finita al Impulso
Diseño de filtros de Respuesta Finita al Impulso (del inglés: FIR)
A respuesta finita del impulso (FIR) el filtro es un tipo de a filtro digital. respuesta del impulso, la respuesta del filtro a a Delta de Kronecker la entrada, es “finita” porque coloca a cero en un número finito de muestra intervalos. Esto está en contraste con respuesta infinita del impulso  filtros que tienen regeneración interna y pueden continuar respondiendo indefinidamente. Un Nth filtro del FIR de la orden ticrimimal
s muestras N+1 en la duración.

## Resumen de las características claves de los filtros FIR
1. El filtro FIR básico se caracteriza por 

Ec. 1 {\displaystyle \scriptstyle y(n)=\sum _{k=0}^{N-1}h(k)x(n-k)}

Ec. 2 {\displaystyle \scriptstyle \mathrm {H} (z)=\sum _{k=0}^{N-1}h(k)z^{-k}}

en donde {\displaystyle h(k)}, {\displaystyle \scriptstyle k={0,\ 1,\ ...,\ N-2,\ N-1}} son los coeficientes de la respuesta impulso del filtro, {\displaystyle \mathrm {H} (z)} es la función de transferencia del filtro y {\displaystyle N} es el tamaño del filtro que es el número de coeficientes del filtro.  Ec. 1 es la ecuación en diferencias para filtros FIR.  Es una ecuación en el dominio del tiempo y describe al filtro FIR en la forma no recursiva, la muestra de salida actual, {\displaystyle y(n)}, es una función solo de los valores del pasado y presente de la entrada {\displaystyle x(n)}.  Cuando los filtros FIR son implementados de esta forma, que es la evaluación directa de Ec. 1 son siempre estables.   Ec. 2 es la función de transferencia del filtro.  Provee un medio para analizar el filtro, por ejemplo evaluar la respuesta en frecuencia.
2. Los filtros FIR pueden tener una respuesta exactamente de fase lineal.
3. Los filtros FIR son muy fáciles de implementar, Todos los Procesadores DSP disponibles tienen arquitecturas que son apropiados para el filtrado FIR.  Los filtros FIR no recursivos sufren menos los efectos de longitud de palabra que los filtros IIR.  Los filtros FIR recursivos también existen y pueden ofrecer ventajas informáticas significativas.

### Ejemplo de cálculo
Considérese:

{\displaystyle \scriptstyle x(n)=\lbrace 4.5,\ 5.4,\ 6.3,\ 7.2,\ 8.1,\ 9.0\rbrace }

Si {\displaystyle M} representa el orden o tamaño de {\displaystyle x(n)}  entonces {\displaystyle \scriptstyle \rightarrow \ M=6}

{\displaystyle \scriptstyle h(n)=\lbrace 0.9,\ 1.8,\ 2.7,\ 3.6\rbrace }

Si {\displaystyle N} representa el orden o tamaño de {\displaystyle h(n)}  entonces {\displaystyle \scriptstyle \rightarrow \ N=4}

Entonces {\displaystyle y(n)} se puede calcular como:

{\displaystyle \scriptstyle y(n)=\sum _{k=0}^{N-1}h(k)x(n-k)}

o como:

{\displaystyle \scriptstyle y(n)=\sum _{k=0}^{M-1}x(k)h(n-k)}

Se puede calcular así:   {\displaystyle \scriptstyle y(n)=\sum _{k=0}^{3}h(k)x(n-k)}

{\displaystyle \scriptstyle y(0)=x(0)*h(0)=h(0)x(0)+h(1)x(-1)+h(2)x(-2)+h(3)x(-3)}

{\displaystyle \scriptstyle y(0)=0.9\times 4.5+1.8\times 0+2.7\times 0+3.6\times 0=4.05}

{\displaystyle \scriptstyle y(1)=x(1)*h(1)=h(0)x(1)+h(1)x(0)+h(2)x(-1)+h(3)x(-2)}

{\displaystyle \scriptstyle y(1)=0.9\times 5.4+1.8\times 4.5+2.7\times 0+3.6\times 0=12.96}

{\displaystyle \scriptstyle y(2)=x(2)*h(2)=h(0)x(2)+h(1)x(1)+h(2)x(0)+h(3)x(-1)}

{\displaystyle \scriptstyle y(2)=0.9\times 6.3+1.8\times 5.4+2.7\times 4.5+3.6\times 0=27.54}

{\displaystyle \scriptstyle y(3)=x(3)*h(3)=h(0)x(3)+h(1)x(2)+h(2)x(1)+h(3)x(0)}

{\displaystyle \scriptstyle y(3)=0.9\times 7.2+1.8\times 6.3+2.7\times 5.4+3.6\times 4.5=48.6}

{\displaystyle \scriptstyle y(4)=x(4)*h(4)=h(0)x(4)+h(1)x(3)+h(2)x(2)+h(3)x(1)}

{\displaystyle \scriptstyle y(2)=0.9\times 8.1+1.8\times 7.2+2.7\times 6.3+3.6\times 5.4=56,7}

{\displaystyle \scriptstyle y(5)=x(5)*h(5)=h(0)x(5)+h(1)x(4)+h(2)x(3)+h(3)x(2)}

{\displaystyle \scriptstyle y(5)=0.9\times 9.0+1.8\times 8.1+2.7\times 7.2+3.6\times 6.3=64.8}

{\displaystyle \scriptstyle y(n)=\lbrace 4.05,\ 12.96,\ 27.54,\ 48.6,\ 56.7,\ 64.8\rbrace }

calculando en la otra forma:   {\displaystyle \scriptstyle y(n)=\sum _{k=0}^{5}x(k)h(n-k)}

{\displaystyle \scriptstyle y(0)=x(0)*h(0)=x(0)h(0)+x(1)h(-1)+x(2)h(-2)+x(3)h(-3)+x(4)h(-4)+x(5)h(-5)}

{\displaystyle \scriptstyle y(0)=4.5\times 0.9+5.4\times 0+6.3\times 0+7.2\times 0+8.1\times 0+9.0\times 0=4.05}

{\displaystyle \scriptstyle y(1)=x(1)*h(1)=x(0)h(1)+x(1)h(0)+x(2)h(-1)+x(3)h(-2)+x(4)h(-3)+x(5)h(-4)}

{\displaystyle \scriptstyle y(1)=4.5\times 1.8+5.4\times 0.9+6.3\times 0+7.2\times 0+8.1\times 0+9.0\times 0=12.96}

{\displaystyle \scriptstyle y(2)=x(2)*h(2)=x(0)h(2)+x(1)h(1)+x(2)h(0)+x(3)h(-1)+x(4)h(-2)+x(5)h(-3)}

{\displaystyle \scriptstyle y(2)=4.5\times 2.7+5.4\times 1.8+6.3\times 0.9+7.2\times 0+8.1\times 0+9.0\times 0=27.54}

{\displaystyle \scriptstyle y(3)=x(3)*h(3)=x[0]h(3)+x(1)h(2)+x(2)h(1)+x(3)h(0)+x(4)h(-1)+x(5)h(-2)}

{\displaystyle \scriptstyle y(3)=4.5\times 3.6+5.4\times 2.7+6.3\times 1.8+7.2\times 0.9+8.1\times 0+9.0\times 0=48.6}

{\displaystyle \scriptstyle y(4)=x(4)*h(4)=x(0)h(4)+x(1)h(3)+x(2)h(2)+x(3)h(1)+x(4)h(0)+x(5)h(-1)}

{\displaystyle \scriptstyle y(4)=4.5\times 0+5.4\times 3.6+6.3\times 2.7+7.2\times 1.8+8.1\times 0.9+9.0\times 0=56.7}

{\displaystyle \scriptstyle y(5)=x(5)*h(5)=x(0)h(5)+x(1)h(4)+x(2)h(3)+x(3)h(2)+x(4)h(1)+x(5)h(0)}

{\displaystyle \scriptstyle y(5)=4.5\times 0+5.4\times 0+6.3\times 3.6+7.2\times 2.7+8.1\times 1.8+9.0\times 0.9=64.8}

{\displaystyle \scriptstyle y(n)=\lbrace 4.05,\ 12.96,\ 27.54,\ 48.6,\ 56.7,\ 64.8\rbrace }

## Simetría y número de coeficientes
Hay exactamente cuatro tipos de filtros FIR de fase lineal, dependiendo de si {\displaystyle N} es par o impar y si {\displaystyle h(n)} tiene simetría positiva o negativa.
| Resumen de los puntos claves de los cuatro tipos de filtros FIR de fase lineal \| Simetría de Respuesta al Impulso \| Número de Coeficientes {\displaystyle N} \| Respuesta en Frecuencia {\displaystyle \mathrm {H} (\omega )} \| Tipo de Fase Lineal \| \| ------------------------------------------------ \| ---------------------------------------- \| -------------------------------------------------------------------------------------------------------------- \| ------------------- \| \| Simetría Positiva {\displaystyle h(n)=h(N-1-n)} \| Impar \| {\displaystyle e^{-j\omega (N-1)/2}\sum _{n=0}^{(N-1)/2}a(n)cos(\omega n)} \| 1 \| \| Simetría Positiva {\displaystyle h(n)=h(N-1-n)} \| Par \| {\displaystyle e^{-j\omega (N-1)/2}\sum _{n=1}^{N/2}b(n)cos(\omega (n-\scriptstyle 1/2\textstyle ))} \| 2 \| \| Simetría Negativa {\displaystyle h(n)=-h(N-1-n)} \| Impar \| {\displaystyle e^{-j(\omega (N-1)/2-\pi /2)}\sum _{n=1}^{(N-1)/2}a(n)\sin(\omega n)} \| 3 \| \| Simetría Negativa {\displaystyle h(n)=-h(N-1-n)} \| Par \| {\displaystyle e^{-j(\omega (N-1)/2-\pi /2)}\sum _{n=1}^{N/2}b(n)\sin(\omega (n\scriptstyle -1/2\textstyle ))} \| 4 \| |                                          | |                     |
| Simetría de Respuesta al Impulso | Número de Coeficientes {\displaystyle N} | Respuesta en Frecuencia {\displaystyle \mathrm {H} (\omega )}                                                  | Tipo de Fase Lineal |
| Simetría Positiva {\displaystyle h(n)=h(N-1-n)} | Impar                                    | {\displaystyle e^{-j\omega (N-1)/2}\sum _{n=0}^{(N-1)/2}a(n)cos(\omega n)}                                     | 1                   |
| Simetría Positiva {\displaystyle h(n)=h(N-1-n)} | Par                                      | {\displaystyle e^{-j\omega (N-1)/2}\sum _{n=1}^{N/2}b(n)cos(\omega (n-\scriptstyle 1/2\textstyle ))}           | 2                   |
| Simetría Negativa {\displaystyle h(n)=-h(N-1-n)} | Impar                                    | {\displaystyle e^{-j(\omega (N-1)/2-\pi /2)}\sum _{n=1}^{(N-1)/2}a(n)\sin(\omega n)}                           | 3                   |
| Simetría Negativa {\displaystyle h(n)=-h(N-1-n)} | Par                                      | {\displaystyle e^{-j(\omega (N-1)/2-\pi /2)}\sum _{n=1}^{N/2}b(n)\sin(\omega (n\scriptstyle -1/2\textstyle ))} | 4                   |

{\displaystyle \omega =2\pi f}

{\displaystyle a(0)=h[(N-1)/2]}

{\displaystyle a(n)=2h[(N-1)/2-n]}

{\displaystyle b(n)=2h[N/2-n]}
La respuesta en frecuencia de un filtro tipo 2 (simetría positiva y tamaño par) es siempre cero en {\displaystyle f=0.5} (mitad de la frecuencia de muestreo, ya que todas las frecuencias son normalizadas a la frecuencia de muestreo). Este tipo de filtro es inadecuado como filtros pasa altos. Los filtros de tipo 3 y 4 (ambos de simetría negativa) introducen un desplazamiento de fase de {\displaystyle \scriptstyle 90^{\circ }}.  La respuesta en frecuencia es siempre cero en {\displaystyle f=0} haciéndolo inadecuado como filtros pasa bajos.  Además, la respuesta del filtro 3 es siempre cero en {\displaystyle f=0.5} haciéndolo también inestable como filtro pasa altos.  El tipo de filtro 1 es el más versátil de los cuatro.  Los filtros de tipo 3 y 4 se usan frecuentemente para diseñar diferenciadores y transformadores de Hilbert, debido al desplazamiento de fase de {\displaystyle \scriptstyle 90^{\circ }} que cada uno provee.

## Tipos de filtro según respuesta deseada al impulso
Se usa el hecho de que la respuesta en frecuencia de un filtro {\displaystyle H_{D}(\omega )} y la correspondiente respuesta al impulso, {\displaystyle h_{D}(n)} se relacionan por la transformada inversa de fourier.
{\displaystyle h_{D}(n)=(1/2\pi )\int _{-\pi }^{\pi }H_{D}(\omega )e^{j\omega n}\,d\omega }
El subíndice {\displaystyle _{D}} se usa para distinguir entre las respuesta ideal al impulso y la respuesta deseada al impulso.
| Diferentes respuestas al impulso ideales {\displaystyle h_{D}(n)}. \| Tipo de filtro \| {\displaystyle h_{D}(n)}, {\displaystyle n\neq 0} \| {\displaystyle h_{D}(0)} \| \| -------------- \| ----------------------------------------------------------------------------------------------------------------------------------------------------------------- \| -------------------------------- \| \| Pasa bajo \| {\displaystyle \scriptstyle 2f_{c}\textstyle {\frac {\sin(n\omega _{c})}{n\omega _{c}}}} \| {\displaystyle 2f_{c}} \| \| Pasa alto \| {\displaystyle \scriptstyle -2f_{c}\textstyle {\frac {\sin(n\omega _{c})}{n\omega _{c}}}} \| {\displaystyle 1-2f_{c}} \| \| Pasa banda \| {\displaystyle \scriptstyle 2f_{a}\textstyle {\frac {\sin(n\omega _{a})}{n\omega _{a}}}\scriptstyle -2f_{b}\textstyle {\frac {\sin(n\omega _{b})}{n\omega _{b}}}} \| {\displaystyle 2(f_{a}-f_{b})} \| \| Para banda \| {\displaystyle \scriptstyle 2f_{b}{\frac {\sin(n\omega _{b})}{n\omega _{b}}}\scriptstyle -2f_{a}\textstyle {\frac {\sin(n\omega _{a})}{n\omega _{a}}}} \| {\displaystyle 1-2(f_{a}-f_{b})} \| | |                                  |
| Tipo de filtro | {\displaystyle h_{D}(n)}, {\displaystyle n\neq 0} | {\displaystyle h_{D}(0)}         |
| Pasa bajo | {\displaystyle \scriptstyle 2f_{c}\textstyle {\frac {\sin(n\omega _{c})}{n\omega _{c}}}}                                                                          | {\displaystyle 2f_{c}}           |
| Pasa alto | {\displaystyle \scriptstyle -2f_{c}\textstyle {\frac {\sin(n\omega _{c})}{n\omega _{c}}}}                                                                         | {\displaystyle 1-2f_{c}}         |
| Pasa banda | {\displaystyle \scriptstyle 2f_{a}\textstyle {\frac {\sin(n\omega _{a})}{n\omega _{a}}}\scriptstyle -2f_{b}\textstyle {\frac {\sin(n\omega _{b})}{n\omega _{b}}}} | {\displaystyle 2(f_{a}-f_{b})}   |
| Para banda | {\displaystyle \scriptstyle 2f_{b}{\frac {\sin(n\omega _{b})}{n\omega _{b}}}\scriptstyle -2f_{a}\textstyle {\frac {\sin(n\omega _{a})}{n\omega _{a}}}}            | {\displaystyle 1-2(f_{a}-f_{b})} |

{\displaystyle N} es el tamaño u orden del filtro.

{\displaystyle f_{c}}: Frecuencia de corte normalizada

{\displaystyle f_{b}}: Frecuencia de corte baja normalizada

{\displaystyle f_{a}}: Frecuencia de corte alta normalizada.

## Especificaciones de filtros FIR
Especificación de respuesta Magnitud Frecuencia para diferentes tipos de filtro.

| {\displaystyle \delta _{p}}: Desviación o Rizo de pasabanda {\displaystyle \delta _{s}}: Desviación o Rizo de parabanda El Rizo pasabanda se expresa en decibelios como {\displaystyle 20log(1+\delta _{p})dB} El Rizo parabanda se expresa en decibelios como {\displaystyle -20log(\delta _{s})dB} \| {\displaystyle f_{p}}: Frecuencia borde de pasabanda {\displaystyle f_{s}}: Frecuencia borde de parabanda \| {\displaystyle f_{bs}}: Frecuencia borde baja de parabanda {\displaystyle f_{bp}}: Frecuencia borde baja de pasabanda {\displaystyle f_{as}}: Frecuencia borde alta de parabanda {\displaystyle f_{ap}}: Frecuencia borde alta de pasabanda \| \| {\displaystyle f_{c}=f_{p}+\Delta F/2=f_{p}+(f_{s}-f_{p})/2=(f_{s}+f_{p})/2} \| {\displaystyle f_{b}=f_{bp}-\Delta F/2=f_{bp}-(f_{bp}-f_{bs})/2=(f_{bp}+f_{bs})/2} {\displaystyle f_{a}=f_{ap}+\Delta F/2=f_{ap}+(f_{as}-f_{ap})/2=(f_{ap}+f_{as})/2} \| \| {\displaystyle f_{c}=f_{p}-\Delta F/2=f_{p}-(f_{p}-f_{s})/2=(f_{p}+f_{s})/2} \| {\displaystyle f_{b}=f_{bp}+\Delta F/2=f_{bp}+(f_{bs}-f_{bp})/2=(f_{bp}+f_{bs})/2} {\displaystyle f_{a}=f_{ap}-\Delta F/2=f_{ap}-(f_{ap}-f_{as})/2=(f_{ap}+f_{as})/2} \| | |
| {\displaystyle f_{p}}: Frecuencia borde de pasabanda {\displaystyle f_{s}}: Frecuencia borde de parabanda | {\displaystyle f_{bs}}: Frecuencia borde baja de parabanda {\displaystyle f_{bp}}: Frecuencia borde baja de pasabanda {\displaystyle f_{as}}: Frecuencia borde alta de parabanda {\displaystyle f_{ap}}: Frecuencia borde alta de pasabanda |
| {\displaystyle f_{c}=f_{p}+\Delta F/2=f_{p}+(f_{s}-f_{p})/2=(f_{s}+f_{p})/2} | {\displaystyle f_{b}=f_{bp}-\Delta F/2=f_{bp}-(f_{bp}-f_{bs})/2=(f_{bp}+f_{bs})/2} {\displaystyle f_{a}=f_{ap}+\Delta F/2=f_{ap}+(f_{as}-f_{ap})/2=(f_{ap}+f_{as})/2}                                                                       |
| {\displaystyle f_{c}=f_{p}-\Delta F/2=f_{p}-(f_{p}-f_{s})/2=(f_{p}+f_{s})/2} | {\displaystyle f_{b}=f_{bp}+\Delta F/2=f_{bp}+(f_{bs}-f_{bp})/2=(f_{bp}+f_{bs})/2} {\displaystyle f_{a}=f_{ap}-\Delta F/2=f_{ap}-(f_{ap}-f_{as})/2=(f_{ap}+f_{as})/2}                                                                       |

## Método de las ventanas
{\displaystyle h(n)} es la respuesta al impulso del filtro diseñado, y se obtiene al multiplicar la respuesta al impulso deseada {\displaystyle h_{d}(n)} con la función de ventana {\displaystyle w(n)}

{\displaystyle h(n)=h_{d}(n)w(n)}

Las funciones ventana más habituales son:  Rectangular, Hanning, Hamming, Blackman, de Kaiser
| Nombre función ventana | Ancho de Transición (Hz) (normalizado) | Rizo (dB) Pasabanda | Relación (dB) lóbulo principal lóbulos laterales | Atenuación (dB) Máxima Parabanda | función ventana {\displaystyle w(n)}, {\displaystyle \textstyle \|n\|\scriptstyle \leq \left(N-1\right)/2} |
| ---------------------- | -------------------------------------- | ------------------- | ------------------------------------------------ | -------------------------------- | --- |
| Rectangular            | {\displaystyle 0.9/N}                  | 0.7416              | 13                                               | 21                               | 1 |
| Hanning                | {\displaystyle 3.1/N}                  | 0.0546              | 31                                               | 44                               | {\displaystyle \scriptstyle 0.5+0.5\textstyle cos\scriptstyle \left({\frac {2\textstyle \pi n}{N}}\right)} |
| Hamming                | {\displaystyle 3.3/N}                  | 0.0194              | 41                                               | 53                               | {\displaystyle \scriptstyle 0.54-0.46\textstyle cos\scriptstyle \left({\frac {2\textstyle \pi n}{N}}\right)} |
| Blackman               | {\displaystyle 5.5/N}                  | 0.0017              | 57                                               | 75                               | {\displaystyle \scriptstyle 0.42-0.50\textstyle cos\scriptstyle \left({\frac {2\textstyle \pi n}{N\scriptstyle -1}}\right)+0.08\textstyle cos\scriptstyle \left({\frac {4\textstyle \pi n}{N\scriptstyle -1}}\right)} |
| Kaiser                 | {\displaystyle 5.71/N(\beta =8.96)}    | 0.000275            |                                                  | 90                               | {\displaystyle \scriptstyle {\frac {I_{o}\left[\beta {\sqrt {\left(1-\left({\frac {2n}{\left(N-1\right)}}\right)^{2}\right)}}\right]}{I_{o}\left(\beta \right)}}}                                                     |

De las funciones ventanas dispuestas en la tabla, se puede notar que:

1. La ventana de Blackman tiene una fuerte atenuación en parabanda, pero para alcanzarla necesita una banda de transición mayor.
2. La ventana de Hanning presenta una banda de transición menor, pero de igual forma su atenuación en la parabanda es menor.
3. La ventana de Hamming es la más usada porque se puede obtener una atenuación considerable con una banda de transición estrecha.

## Cálculo de Coeficientes
A manera de ejemplo se calcularán los coeficientes para los cuatro filtros con los siguientes parámetros:

Frecuencia de 48000Hz

Filtro PasaBajo con Frecuencia de Corte 4000Hz

Filtro PasaAlto con Frecuencia de Corte 20000Hz

Filtro PasaBanda con Frecuencia Baja = 10000Hz, Frecuencia Alta = 14000Hz

Filtro ParaBanda con Frecuencia Baja = 2000Hz, Frecuencia Alta = 22000Hz

N = 9

Función ventana de Hamming

Se puede tener en cuenta que para la ventana de Hamming la Banda de Transición normalizada es:

{\displaystyle \Delta F=3,3/N=3,3/9=0,3667}

Así la Banda de Transición en Hz será:

{\displaystyle \scriptstyle BandaTransicion=\Delta F\times FrecuenciaMuestreo=0,3667\times 48000Hz=17600Hz}

Este valor es mayor que el Ancho de Banda de los cuatro filtros que es de 4000Hz, además las frecuencias contiguas fuera del ancho de banda respectivo no serían atenuadas lo suficiente; para hacerlo habría de aumentarse el orden del filtro, reduciéndose así el ancho de transición.
Para diferenciar la respuesta al impulso {\displaystyle h(n)} de los diferentes filtros, a esta se le agragará dos subíndices respectivamente así:

Filtro PasaBajo {\displaystyle h(n)_{LP}}

Filtro PasaAajo {\displaystyle h(n)_{HP}}

Filtro PasaBanda {\displaystyle h(n)_{PB}}

Filtro ParaBanda {\displaystyle h(n)_{SB}}

### Coeficientes de la función ventana
Los coeficientes para la ventana de Hamming serán:

| {\displaystyle n} | {\displaystyle \scriptstyle w(n)=0.54+0.46\times \textstyle cos\scriptstyle \left({\frac {2\textstyle \pi n}{N}}\right)}                                                |
| ----------------- | --- |
| -4                | {\displaystyle \scriptstyle w(-4)=0.54+0.46\times \textstyle cos\scriptstyle \left({\frac {2\times \textstyle \pi \scriptstyle \times -4}{9}}\textstyle \right)=0,9723} |
| -3                | {\displaystyle \scriptstyle w(-3)=0.54+0.46\times \textstyle cos\scriptstyle \left({\frac {2\times \textstyle \pi \scriptstyle \times -3}{9}}\textstyle \right)=0,7700} |
| -2                | {\displaystyle \scriptstyle w(-2)=0.54-0.46\times \textstyle cos\scriptstyle \left({\frac {2\times \textstyle \pi \scriptstyle \times -2}{9}}\textstyle \right)=0,4601} |
| -1                | {\displaystyle \scriptstyle w(-1)=0.54-0.46\times \textstyle cos\scriptstyle \left({\frac {2\times \textstyle \pi \scriptstyle \times -1}{9}}\textstyle \right)=0,1876} |
| 0                 | {\displaystyle \scriptstyle w(0)=0.54+0.46\times \textstyle cos\scriptstyle \left({\frac {2\times \textstyle \pi \scriptstyle \times 0}{9}}\textstyle \right)=1}        |
| 1                 | {\displaystyle \scriptstyle w(1)=0.54-0.46\times \textstyle cos\scriptstyle \left({\frac {2\times \textstyle \pi \scriptstyle \times 1}{9}}\textstyle \right)=0,1876}   |
| 2                 | {\displaystyle \scriptstyle w(2)=0.54-0.46\times \textstyle cos\scriptstyle \left({\frac {2\times \textstyle \pi \scriptstyle \times 2}{9}}\textstyle \right)=0,4601}   |
| 3                 | {\displaystyle \scriptstyle w(3)=0.54-0.46\times \textstyle cos\scriptstyle \left({\frac {2\times \textstyle \pi \scriptstyle \times 3}{9}}\textstyle \right)=0,7700}   |
| 4                 | {\displaystyle \scriptstyle w(4)=0.54-0.46\times \textstyle cos\scriptstyle \left({\frac {2\times \textstyle \pi \scriptstyle \times 4}{9}}\textstyle \right)=0,9723}   |

### Filtro PasaBajo
{\displaystyle f_{c}=f_{p}+\Delta F/2=4000Hz/48000Hz+0,3667/2=0,2667}

{\displaystyle \omega _{c}=2\pi f_{c}=1,6755}

Recuerdese que para efectos de identificación:

{\displaystyle \scriptstyle h(n)\;\rightarrow \;h(n)_{LP}}

{\displaystyle \scriptstyle h_{d}(n)\;\rightarrow \;h_{d}(n)_{LP}}

| {\displaystyle n} | {\displaystyle \scriptstyle h_{d}(n)_{LP}=2\textstyle f_{c}{\frac {\sin \scriptstyle \left(n\times \omega _{c}\right)}{n\omega _{c}}}=\textstyle {\frac {\sin \left(n\times \omega _{c}\right)}{n\pi }}} | {\displaystyle \scriptstyle h(n)_{LP}=w(n)\times h_{d}(n)_{LP}}                                 |
| ----------------- | --- | ----------------------------------------------------------------------------------------------- |
| -4                | {\displaystyle \scriptstyle h_{d}(-4)_{LP}=\textstyle {\frac {\sin \left(\scriptstyle -4\times 1,6755\right)}{\scriptstyle -4\textstyle \pi }}\scriptstyle =0,0324}                                      | {\displaystyle \scriptstyle h(-4)_{LP}=w(-4)\times h_{d}(-4)_{LP}=0,1077\times 0,0324=0,0035}   |
| -3                | {\displaystyle \scriptstyle h_{d}(-3)_{LP}=\textstyle {\frac {\sin \left(\scriptstyle -3\times 1,6755\right)}{\scriptstyle -3\textstyle \pi }}\scriptstyle =-0,1009}                                     | {\displaystyle \scriptstyle h(-3)_{LP}=w(-3)\times h_{d}(-3)_{LP}=0,3100\times -0,1009=-0,0313} |
| -2                | {\displaystyle \scriptstyle h_{d}(-2)_{LP}=\textstyle {\frac {\sin \left(\scriptstyle -2\times 1,6755\right)}{\scriptstyle -2\textstyle \pi }}\scriptstyle =-0,0331}                                     | {\displaystyle \scriptstyle h(-2)_{LP}=w(-2)\times h_{d}(-2)_{LP}=0,6199\times -0,0331=-0,0205} |
| -1                | {\displaystyle \scriptstyle h_{d}(-1)_{LP}=\textstyle {\frac {\sin \left(\scriptstyle -1\times 1,6755\right)}{\scriptstyle -1\textstyle \pi }}\scriptstyle =0,3166}                                      | {\displaystyle \scriptstyle h(-1)_{LP}=w(-2)\times h_{d}(-1)_{LP}=0,8924\times 0,3166=0,2825}   |
| 0                 | {\displaystyle \scriptstyle h_{d}(0)_{LP}=2\times f_{c}=2\times 0,2667=0,5334} | {\displaystyle \scriptstyle h(0)_{LP}=w(0)\times h_{d}(0)_{LP}=1,0000\times 0,5334=0,5334}      |
| 1                 | {\displaystyle \scriptstyle h_{d}(1)_{LP}=\textstyle {\frac {\sin \left(\scriptstyle 1\times 1,6755\right)}{\scriptstyle 1\textstyle \pi }}\scriptstyle =0,3166}                                         | {\displaystyle \scriptstyle h(1)_{LP}=w(1)\times h_{d}(1)_{LP}=0,8924\times 0,3166=0,2825}      |
| 2                 | {\displaystyle \scriptstyle h_{d}(2)_{LP}=\textstyle {\frac {\sin \left(\scriptstyle 2\times 1,6755\right)}{\scriptstyle 2\textstyle \pi }}\scriptstyle =-0,0331}                                        | {\displaystyle \scriptstyle h(2)_{LP}=w(2)\times h_{d}(2)_{LP}=0,6199\times -0,0331=-0,0205}    |
| 3                 | {\displaystyle \scriptstyle h_{d}(3)_{LP}=\textstyle {\frac {\sin \left(\scriptstyle 3\times 1,6755\right)}{\scriptstyle 3\textstyle \pi }}\scriptstyle =-0,1009}                                        | {\displaystyle \scriptstyle h(3)_{LP}=w(3)\times h_{d}(3)_{LP}=0,3100\times -0,1009=-0,0313}    |
| 4                 | {\displaystyle \scriptstyle h_{d}(4)_{LP}=\textstyle {\frac {\sin \left(\scriptstyle 4\times 1,6755\right)}{\scriptstyle 4\textstyle \pi }}\scriptstyle =0,0324}                                         | {\displaystyle \scriptstyle h(4)_{LP}=w(4)\times h_{d}(4)_{LP}=0,1077\times 0,0324=0,0035}      |

### Filtro PasaAlto
{\displaystyle f_{c}=f_{p}-\Delta F/2=20000Hz/48000Hz-0,3667/2=0,2333}

{\displaystyle \omega _{c}=2\pi f_{c}=1,4661}

Recuerdese que para efectos de identificación:

{\displaystyle \scriptstyle h(n)\;\rightarrow \;h(n)_{HP}}

{\displaystyle \scriptstyle h_{d}(n)\;\rightarrow \;h_{d}(n)_{HP}}

| {\displaystyle n} | {\displaystyle \scriptstyle h_{d}(n)_{HP}=-2\textstyle f_{c}{\frac {\sin \scriptstyle \left(n\times \omega _{c}\right)}{n\omega _{c}}}=\scriptstyle -\textstyle {\frac {\sin \left(n\times \omega _{c}\right)}{n\pi }}} | {\displaystyle \scriptstyle h(n)_{HP}=w(n)\times h_{d}(n)_{HP}}                                 |
| ----------------- | --- | ----------------------------------------------------------------------------------------------- |
| -4                | {\displaystyle \scriptstyle h_{d}(-4)_{HP}=-\textstyle {\frac {\sin \left(\scriptstyle -4\times 1,4661\right)}{\scriptstyle -4\textstyle \pi }}\scriptstyle =0,0324}                                                    | {\displaystyle \scriptstyle h(-4)_{HP}=w(-4)\times h_{d}(-4)_{HP}=0,1077\times 0,0324=0,0035}   |
| -3                | {\displaystyle \scriptstyle h_{d}(-3)_{HP}=-\textstyle {\frac {\sin \left(\scriptstyle -3\times 1,4661\right)}{\scriptstyle -3\textstyle \pi }}\scriptstyle =0,1009}                                                    | {\displaystyle \scriptstyle h(-3)_{HP}=w(-3)\times h_{d}(-3)_{HP}=0,3100\times 0,1009=0,0313}   |
| -2                | {\displaystyle \scriptstyle h_{d}(-2)_{HP}=-\textstyle {\frac {\sin \left(\scriptstyle -2\times 1,4661\right)}{\scriptstyle -2\textstyle \pi }}\scriptstyle =-0,0331}                                                   | {\displaystyle \scriptstyle h(-2)_{HP}=w(-2)\times h_{d}(-2)_{HP}=0,6199\times -0,0331=-0,0205} |
| -1                | {\displaystyle \scriptstyle h_{d}(-1)_{HP}=-\textstyle {\frac {\sin \left(\scriptstyle -1\times 1,4661\right)}{\scriptstyle -1\textstyle \pi }}\scriptstyle =-0,3166}                                                   | {\displaystyle \scriptstyle h(-1)_{HP}=w(-2)\times h_{d}(-1)_{HP}=0,8924\times -0,3166=-0,2825} |
| 0                 | {\displaystyle \scriptstyle h_{d}(0)_{HP}=1-2\times f_{c}=1-2\times 0,2333=0,5334} | {\displaystyle \scriptstyle h(0)_{HP}=w(0)\times h_{d}(0)_{HP}=1,0000\times 0,5334=0,5334}      |
| 1                 | {\displaystyle \scriptstyle h_{d}(1)_{HP}=-\textstyle {\frac {\sin \left(\scriptstyle 1\times 1,4661\right)}{\scriptstyle 1\textstyle \pi }}\scriptstyle =-0,3166}                                                      | {\displaystyle \scriptstyle h(1)_{HP}=w(1)\times h_{d}(1)_{HP}=0,8924\times -0,3166=-0,2825}    |
| 2                 | {\displaystyle \scriptstyle h_{d}(2)_{HP}=-\textstyle {\frac {\sin \left(\scriptstyle 2\times 1,4661\right)}{\scriptstyle 2\textstyle \pi }}\scriptstyle =-0,0331}                                                      | {\displaystyle \scriptstyle h(2)_{HP}=w(2)\times h_{d}(2)_{HP}=0,6199\times -0,0331=-0,0205}    |
| 3                 | {\displaystyle \scriptstyle h_{d}(3)_{HP}=-\textstyle {\frac {\sin \left(\scriptstyle 3\times 1,4661\right)}{\scriptstyle 3\textstyle \pi }}\scriptstyle =0,1009}                                                       | {\displaystyle \scriptstyle h(3)_{HP}=w(3)\times h_{d}(3)_{HP}=0,3100\times 0,1009=0,0313}      |
| 4                 | {\displaystyle \scriptstyle h_{d}(4)_{HP}=-\textstyle {\frac {\sin \left(\scriptstyle 4\times 1,4661\right)}{\scriptstyle 4\textstyle \pi }}\scriptstyle =0,0324}                                                       | {\displaystyle \scriptstyle h(4)_{HP}=w(4)\times h_{d}(4)_{HP}=0,1077\times 0,0324=0,0035}      |

### Filtro PasaBanda
{\displaystyle f_{b}=f_{bp}-\Delta F/2=10000Hz/48000Hz-0,3667/2=0,0250}

{\displaystyle \omega _{b}=2\pi f_{b}=0,1571}

{\displaystyle f_{a}=f_{ap}+\Delta F/2=14000Hz/48000Hz+0,367/2=0,4750}

{\displaystyle \omega _{a}=2\pi f_{a}=2,9845}

Recuerdese que para efectos de identificación:

{\displaystyle \scriptstyle h(n)\;\rightarrow \;h(n)_{BP}}

{\displaystyle \scriptstyle h_{d}(n)\;\rightarrow \;h_{d}(n)_{BP}}

| {\displaystyle n} | {\displaystyle \scriptstyle h_{d}(n)_{BP}=2\textstyle f_{a}{\frac {\sin \scriptstyle \left(n\times \omega _{a}\right)}{n\omega _{a}}}\scriptstyle -2\textstyle f_{b}{\frac {\sin \scriptstyle \left(n\times \omega _{b}\right)}{n\omega _{b}}}\scriptstyle =\textstyle {\frac {\sin \left(n\times \omega _{a}\right)-\sin \left(n\times \omega _{b}\right)}{n\pi }}} | {\displaystyle \scriptstyle h(n)_{BP}=w(n)\times h_{d}(n)_{BP}}                                 |
| ----------------- | --- | ----------------------------------------------------------------------------------------------- |
| -4                | {\displaystyle \scriptstyle h_{d}(-4)_{BP}=\textstyle {\frac {\sin \left(-4\times 2,9845\right)-\sin \left(-4\times 0,1571\right)}{-4\pi }}\scriptstyle =-0,0935} | {\displaystyle \scriptstyle h(-4)_{BP}=w(-4)\times h_{d}(-4)_{BP}=0,1077\times -0,0935=-0,0101} |
| -3                | {\displaystyle \scriptstyle h_{d}(-3)_{BP}=\textstyle {\frac {\sin \left(-3\times 2,9845\right)-\sin \left(-3\times 0,1571\right)}{-3\pi }}\scriptstyle =0,0000} | {\displaystyle \scriptstyle h(-3)_{BP}=w(-3)\times h_{d}(-3)_{BP}=0,3100\times 0,0000=0,0000}   |
| -2                | {\displaystyle \scriptstyle h_{d}(-2)_{BP}=\textstyle {\frac {\sin \left(-2\times 2,9845\right)-\sin \left(-2\times 0,1571\right)}{-2\pi }}\scriptstyle =-0,0984} | {\displaystyle \scriptstyle h(-2)_{BP}=w(-2)\times h_{d}(-2)_{BP}=0,6199\times -0,0984=-0,0601} |
| -1                | {\displaystyle \scriptstyle h_{d}(-1)_{BP}=\textstyle {\frac {\sin \left(-1\times 2,9845\right)-\sin \left(-1\times 0,1571\right)}{-1\pi }}\scriptstyle =0,0000} | {\displaystyle \scriptstyle h(-1)_{BP}=w(-2)\times h_{d}(-1)_{BP}=0,8924\times 0,0000=0,0000}   |
| 0                 | {\displaystyle \scriptstyle h_{d}(0)_{BP}=2\times (f_{a}-f_{b})=2\times (0,4750-0,0250)=0,9000} | {\displaystyle \scriptstyle h(0)_{BP}=w(0)\times h_{d}(0)_{BP}=1,0000\times 0,9000=0,9000}      |
| 1                 | {\displaystyle \scriptstyle h_{d}(1)_{BP}=\textstyle {\frac {\sin \left(1\times 2,9845\right)-\sin \left(1\times 0,1571\right)}{1\pi }}\scriptstyle =0,0000} | {\displaystyle \scriptstyle h(1)_{BP}=w(1)\times h_{d}(1)_{BP}=0,8924\times 0,0000=0,0000}      |
| 2                 | {\displaystyle \scriptstyle h_{d}(2)_{BP}=\textstyle {\frac {\sin \left(2\times 2,9845\right)-\sin \left(2\times 0,1571\right)}{2\pi }}\scriptstyle =-0,0984} | {\displaystyle \scriptstyle h(2)_{BP}=w(2)\times h_{d}(2)_{BP}=0,6199\times -0,0984=-0,0601}    |
| 3                 | {\displaystyle \scriptstyle h_{d}(3)_{BP}=\textstyle {\frac {\sin \left(3\times 2,9845\right)-\sin \left(3\times 0,1571\right)}{3\pi }}\scriptstyle =0,0000} | {\displaystyle \scriptstyle h(3)_{BP}=w(3)\times h_{d}(3)_{BP}=0,3100\times 0,0000=0,0000}      |
| 4                 | {\displaystyle \scriptstyle h_{d}(4)_{BP}=\textstyle {\frac {\sin \left(4\times 2,9845\right)-\sin \left(4\times 0,1571\right)}{4\pi }}\scriptstyle =-0,0935} | {\displaystyle \scriptstyle h(4)_{BP}=w(4)\times h_{d}(4)_{BP}=0,1077\times -0,0935=-0,0101}    |

### Filtro ParaBanda
{\displaystyle f_{b}=f_{bp}+\Delta F/2=2000Hz/48000Hz+0,3667/2=0,2250}

{\displaystyle \omega _{b}=2\pi f_{b}=1,4137}

{\displaystyle f_{a}=f_{ap}-\Delta F/2=22000Hz/48000Hz-0,3667/2=0,2750}

{\displaystyle \omega _{a}=2\pi f_{a}=1,7279}

Recuerdese que para efectos de identificación:

{\displaystyle \scriptstyle h(n)\;\rightarrow \;h(n)_{BS}}

{\displaystyle \scriptstyle h_{d}(n)\;\rightarrow \;h_{d}(n)_{BS}}

| {\displaystyle n} | {\displaystyle \scriptstyle h_{d}(n)_{BS}=2\textstyle f_{b}{\frac {\sin \scriptstyle \left(n\times \omega _{b}\right)}{n\omega _{b}}}\scriptstyle -2\textstyle f_{a}{\frac {\sin \scriptstyle \left(n\times \omega _{a}\right)}{n\omega _{a}}}\scriptstyle =\textstyle {\frac {\sin \left(n\times \omega _{b}\right)-\sin \left(n\times \omega _{a}\right)}{n\pi }}} | {\displaystyle \scriptstyle h(n)_{BS}=w(n)\times h_{d}(n)_{BS}}                                 |
| ----------------- | --- | ----------------------------------------------------------------------------------------------- |
| -4                | {\displaystyle \scriptstyle h_{d}(-4)_{BS}=\textstyle {\frac {\sin \left(-4\times 1,4137\right)-\sin \left(-4\times 1,7279\right)}{-4\pi }}\scriptstyle =-0,0935} | {\displaystyle \scriptstyle h(-4)_{BS}=w(-4)\times h_{d}(-4)_{BS}=0,1077\times -0,0935=-0,0101} |
| -3                | {\displaystyle \scriptstyle h_{d}(-3)_{BS}=\textstyle {\frac {\sin \left(-3\times 1,4137\right)-\sin \left(-3\times 1,7279\right)}{-3\pi }}\scriptstyle =0,0000} | {\displaystyle \scriptstyle h(-3)_{BS}=w(-3)\times h_{d}(-3)_{BS}=0,3100\times 0,0000=0,0000}   |
| -2                | {\displaystyle \scriptstyle h_{d}(-2)_{BS}=\textstyle {\frac {\sin \left(-2\times 1,4137\right)-\sin \left(-2\times 1,7279\right)}{-2\pi }}\scriptstyle =0,0984} | {\displaystyle \scriptstyle h(-2)_{BS}=w(-2)\times h_{d}(-2)_{BS}=0,6199\times 0,0984=0,0601}   |
| -1                | {\displaystyle \scriptstyle h_{d}(-1)_{BS}=\textstyle {\frac {\sin \left(-1\times 1,4137\right)-\sin \left(-1\times 1,7279\right)}{-1\pi }}\scriptstyle =0,0000} | {\displaystyle \scriptstyle h(-1)_{BS}=w(-2)\times h_{d}(-1)_{BS}=0,8924\times 0,0000=0,0000}   |
| 0                 | {\displaystyle \scriptstyle h_{d}(0)_{BS}=1-2\times (f_{a}-f_{b})=1-2\times (1,7279-1,4137)=0,9000} | {\displaystyle \scriptstyle h(0)_{BS}=w(0)\times h_{d}(0)_{BS}=1,0000\times 0,9000=0,9000}      |
| 1                 | {\displaystyle \scriptstyle h_{d}(1)_{BS}=\textstyle {\frac {\sin \left(1\times 1,4137\right)-\sin \left(1\times 1,7279\right)}{1\pi }}\scriptstyle =0,0000} | {\displaystyle \scriptstyle h(1)_{BS}=w(1)\times h_{d}(1)_{BS}=0,8924\times 0,0000=0,0000}      |
| 2                 | {\displaystyle \scriptstyle h_{d}(2)_{BS}=\textstyle {\frac {\sin \left(2\times 1,4137\right)-\sin \left(2\times 1,7279\right)}{2\pi }}\scriptstyle =0,0984} | {\displaystyle \scriptstyle h(2)_{BS}=w(2)\times h_{d}(2)_{BS}=0,6199\times 0,0984=0,0601}      |
| 3                 | {\displaystyle \scriptstyle h_{d}(3)_{BS}=\textstyle {\frac {\sin \left(3\times 1,4137\right)-\sin \left(3\times 1,7279\right)}{3\pi }}\scriptstyle =0,0000} | {\displaystyle \scriptstyle h(3)_{BS}=w(3)\times h_{d}(3)_{BS}=0,3100\times 0,0000=0,0000}      |
| 4                 | {\displaystyle \scriptstyle h_{d}(4)_{BS}=\textstyle {\frac {\sin \left(4\times 1,4137\right)-\sin \left(4\times 1,7279\right)}{4\pi }}\scriptstyle =-0,0935} | {\displaystyle \scriptstyle h(4)_{BS}=w(4)\times h_{d}(4)_{BS}=0,1077\times -0,0935=-0,0101}    |

### Comentarios finales
En todo los procedimientos el valor de {\displaystyle n} ha comenzado con valores negativos como {\displaystyle -(N-1)/2} y finalizado en {\displaystyle (N-1)/2}, pero para el cálculo de {\displaystyle y(n)} el valor de {\displaystyle n} en {\displaystyle h(n)} debe ser {\displaystyle \scriptstyle 0\leq n\leq (N-1)}. Para lo cual basta con sumarle {\displaystyle (N-1)/2} a {\displaystyle n}.

Si se tiene en cuenta para el ejemplo anterior que {\displaystyle \scriptstyle N=9\rightarrow (N-1)/2=4} entonces:

Para el filtro PasaBajo:{\displaystyle \scriptstyle h(n)=h(n+(N-1)/2)_{LP}=h(n+4)_{LP}}

Para el filtro PasaAlto:{\displaystyle \scriptstyle h(n)=h(n+(N-1)/2)_{HP}=h(n+4)_{HP}}

Para el filtro PasaBanda:{\displaystyle \scriptstyle h(n)=h(n+(N-1)/2)_{BP}=h(n+4)_{BP}}

Para el filtro ParaBanda:{\displaystyle \scriptstyle h(n)=h(n+(N-1)/2)_{SB}=h(n+4)_{SB}}

- Datos: Q5808382